# Спір Африкан Олександрович
Африка́н Олекса́ндрович Спір  (також Шпір, нім. Spir; 15 листопада 1837, Масляниківка — 13 (26) березня 1890, Женева) — український німецькомовний філософ-неокантіанець 19 століття німецько-грецького походження. Відомий значним впливом на Фрідріха Ніцше та Теодора Лесінґа, який присвятив логіці Спіра тему своєї докторської дисертації.
Син О. О. Спіра.

## Біографія
Народився 15 листопада 1837 року біля міста Єлисаветград (нині Кропивницький) у маєтку свого батька у селі Масляниківка (Шпирове). Його батько, Олександр Олександрович Спір, мав юдейські корені, був лікарем і професором у Москві. Його мати, Олена Арсенівна Спір (до шлюбу Пулевич), була онукою відомого грецького художника Логано, що приїхав до Росії за царювання Катерини II. Прізвище батька «Спір» [Шпір, špi·r] має юдейське походження — від «Шпіро» [špi·ro] або «Шапіро» [šapi·ro]. Мати Африкана Спіра мала слов'яно-грецькі коріння. Незвичне ім'я — Африкан — походить від назви місяця зі старого грецького календаря. Дітей в сім'ї було п'ятеро (чотири хлопчики і дівчина) і всі вони одержали імена за назвою місяців грецького календаря.
З восьми років Спір за бажанням батька навчався у військових академіях, включаючи морську школу в Миколаєві, де в нього вперше проявився інтерес до філософії. Крім прочитаної, у французькому перекладі, «Критики чистого розуму» Канта, на Спіра в той час дуже вплинув Девід Юм.
У 1855—1856 роках він брав участь у Кримській війні, під час якої він отримав звання лейтенанта російського флоту. Спір захищав той самий батальйон, що і Лев Толстой під час облоги Севастополя. 1852 року він успадкував маєток свого батька. Мав два маєтки у селах Масляниківка (Шпира) та Аристархівка (Шпирова). 1861 року Спір звільнив своїх кріпаків і віддав їм землю. В наступному році він вирушив у дворічну подорож Західною Європою. Його сестра померла після його повернення 1864 р. Після смерті матері він продав усе своє майно та полишив Російську імперію назавжди.
Спочатку він прибув до Лейпцигу, де слухав університетські курси в той самий час, коли Ніцше був студентом, хоча невідомо, чи вони зустрічалися. 1869 року він переїхав до Тюбінгена, а 1871 року до Штутгарта. 1872 року він одружився з Елізабет Ґатерніх, і у них народилася дочка Гелена (Hélène Spir Claparède, інколи Hélène Claparède-Spir укр. Елона Африканівна Клапаред-Спір [Шпір]). В Лейпцигу Спір познайомився з видавцем Й. Г. Фінделем, який надрукував більшість робіт Спіра. Його першу важливу книгу Denken und Wirklichkeit: Versuch einer Erneuerung der kritischen Philosophie (Мислення та реальність: спроба оновлення критичної філософії) було опубліковано 1873 р. Друге видання, саме те, яке мав Ніцше, побачило світ 1877 року.
1878 року Спір підхопив інфекцію легенів і за порадою лікаря переїхав до Лозанни, де провів п'ять років. 1886 року він переїхав до Женеви. Там він помер 26 березня 1890 року. Хоча Спір був філософом більшу частину свого життя, він ніколи не викладав в університеті, і його твори лишалися відносно невідомими за його життя.

## Філософія
Через шість років по смерті Спіра Толстой прочитав книжки свого колишнього компаньйона і був дуже вражений. Йому вдалося отримати дозвіл від російської цензури на публікацію російського перекладу робіт Спіра з німецького оригіналу. Спір намагався заснувати філософію як науку перших принципів. Він вважав, що задачею філософії є дослідження прямого знання, а також показати обман емпіризму і показати правдиву природу речей строгими твердженнями фактів і логічно контрольованих вислідів. Цей метод привів Спіра до формулювання принципу ідентичності як фундаментального закону знання на протидію до змінної зовнішності емпіричного. Соціально Спір вимагав справедливого розподілу матеріальних благ, але відкидав колективізм.

### Праці А.Шпіра
Збірники:
- Gesammelte Schriften. Bd. 1-4. Leipzig, 1883—1885
- Gesammelte Werke, Bd. 1-2, Lpz., 1908—1909

Окремі видання:
- Andeutungen zu einem widersprüchlichen Denken. Lpz., 1868
- Denken und Wirklichkeit.Versuch einer Erneuerung der kritischen Philosophie. Lpz.,Findel, 1873
- Die Wahrheit. Leipzig, 1867
- Empirie und Philosophie. Lpz., Findel, 1876
- Erörterung einer philosophischen Grundeinsicht. Lpz., 1869
- Forschung nach dem Gewissen in der Erkenntniss der Wirklichkeit. Lpz., 1868
- Kurze Darstellung der Grundzüge einer philosophischen Anschauungsweise. Lpz., 1869
- Moralität und Religion. Lpz., 1874
- Nouvelles esquisses de philosophie critique. Paris: F. Alcan, 1899 (1930)
- Principes de justice sociale. — Collection Action et pensée : 17. Genève, (1945)
- Projekt einer Gemeinde vernünftig Lebender. 1869
- Recht und Unrecht. — Barth Verlag, Lpz., 1919
- Ueber Idealismus und Pessimismus. Lpz., 1879.
- Vier Grundfragen: I. Von dem Endzweck der Natur. II. Beweis des Idealismus. Lpz: J.G.Findel, 1880